# Nelson Gonçalves
Nelson Gonçalves   (Santana do Livramento, 21 de juny de 1919 - Rio de Janeiro, 18 d'abril de 1998) va ser un cantant i compositor brasiler.
Nascut Antônio Gonçalves Sobral a Santana do Livramento, Rio Grande do Sul, es va criar a São Paulo. De jove, va treballar en una varietat de feines menors, inclosa la boxa, abans d'embarcar-se en una carrera musical que el va convertir en un dels cantants de ràdio brasilers més populars dels anys cinquanta.
Nélson Gonçalves va tenir una col·laboració molt productiva amb el lletrista Adelino Moreira i va gravar nombrosos àlbums d'èxit. Un dels grans crooners de l'època, va guanyar un seguiment internacional i va aparèixer en llocs com el Radio City Music Hall de la ciutat de Nova York. Nelson va vendre més de 79 milions d'àlbums a tot el món i és el segon artista brasiler més venut de tots els temps, darrere de Roberto Carlos, que supera els 120 milions.
De vegades, la seva vida personal estava plena de convulsions i, en un moment, una addicció a la cocaïna gairebé va destruir la seva carrera. Tot i tenir una veu cantant excepcional, se sabia que tenia un tartamudeig en el seu discurs habitual.
Nelson Gonçalves va morir d'un atac de cor als 79 anys i va ser enterrat al Cemitério São João Batista de Rio de Janeiro.
L'any 2001, el director Elizeu Ewald va filmar un Docudrama sobre la seva vida.

## Biografia
Nelson és fill de dos immigrants portuguesos: Manoel Gonçalvez Sobral (nascut a Trás-os-Montes i portat al Brasil el 1902, als 12 anys) i Libânia de Jesus (nascuda a Viseu i portada al Brasil el 1911, als 17 anys). Ambdós vivien inicialment a Rio de Janeiro, on es van conèixer, es van casar i van tenir el primer fill, Joaquim. Treballant en el ram dels teixits, decideixen migrar pel sud del Brasil el 1918, buscant millors oportunitats, i s'estableixen a Sant'Ana del Livramento, a Rio Grande do Sul, on Nelson va néixer el 25 de juny de 1919.
El 1926, es va traslladar amb els seus pares a São Paulo, al barri del Brás. Matriculat en el Liceu Eduardo Prado, equilibrava disciplines tradicionals amb una convivència amb el món rural. Allà, Nelson va patir assetjament dels companys i cops de la professora per la seva dificultat a parlar. En un d'aquests càstigs, va sucumbir a la ràbia i va tirar un tinter a la professora, provocant la seva expulsió. En aquella època, va passar a ajudar el seu pare a la llar, acompanyant-lo en places i fires on, mentre el pare tocava el violí, Nelson cantava. Per sostenir la família, el seu pare també venia fruites en la fira i feia feines de paleta. El pare, en un moment donat, va deixar el treball amb els teixits i va intentar una carrera musical, cantant fados en barberies i bars. Els diners que guanyava, els gastava en beguda amb els seus companys. Nelson a vegades l'acompanyava i Manoel arribava fins i tot a fingir ser cec per sensibilitzar el públic.
Per ajudar a sostenir la llar, Nelson va treballar també com jornaler, mecànic, enllustrador, polidor i sabater (dos anys). Volent guanyar més diners i seguir una professió, es va inscriure en concursos de lluita i va vèncer, fent-se lluitador de boxa en la categoria pes-mitjà, rebent, als setze anys d'edat, el títol de campió paulista de lluita. Després del premi, només va seguir un any més lluitant, ja que volia invertir en el seu somni d'infància: ser artista. La real motivació per aprendre la boxa, tanmateix, va ser una venjança: una nit, es va enredar en una baralla amb un guàrdia de carrer que practicava boxa i va acabar rebent una pallissa. Decidit a desafiar-lo per una revenja, va practicar la lluita abans en una acadèmia del Brás. La venjança no va tenir lloc, ja que el guàrdia va abandonar els rings mentre Nelson encara entrenava. El cantant, tanmateix, va continuar practicant durant dos anys.

## Carrera en la música

### Primers treballs a São Paulo
La seva carrera musical va començar a dissenyar-se amb les presentacions al costat del pare, i va guanyar cert impuls quan el germà més gran va obrir un bar/restaurant en la cantonada de l'Avinguda Sa Joan amb l'Alameda Nothman, on actuaven la família Gonçalves i altres representants de la música portuguesa al Brasil.
Tot i el malnom de «Metralha», a causa de la disfèmia, no es va deixar dur pels prejudicis, i va decidir ser cantant, després de deixar els rings. En una de les seves primeres bandes, va tenir com bateria Joaquim Silva Torres. Va ser rebutjat dues vegades en el programa de novells d'Aurélio Campos. Finalment va ser admès en la ràdio PER A-5, però just després va passar a treballar com paleta.
A través de la família d'Elvira, la seva primera esposa, va ser presentat a la cantant Sônia Carvalho, que li va suggerir el nom artístic Nelson Gonçalves i li va lliurar una carta de recomanació per la Ràdio São Paulo. Allà, Nelson va fer una prova amb el mestre Gabriel Migliori i va aconseguir un contracte de 300 mil reals per mes.
Va quedar aturat després del naixement dels fills, i després d'uns quants dies buscant, va començar a treballar com cambrer en el bar del seu germà, on guanyava 65 mil reals per mes. Una altra font diu que va ser treballar allà alhora que ho feia a la Ràdio São Paulo. El fet és que Nelson va perdre l'ocupació en la ràdio quan va esclatar la Segona Guerra Mundial - els executius van fer fora tots els artistes per la incertesa del futur.

### Trasllat a Rio i primers enregistraments

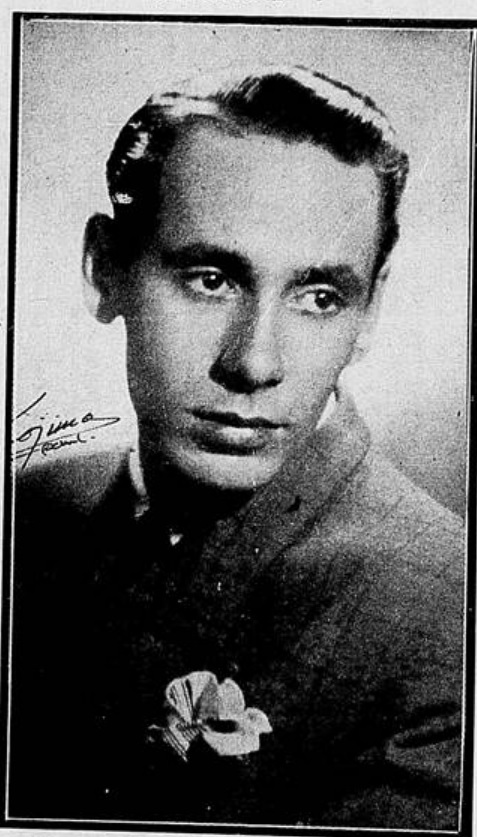
Nelson Goncalves (1941)

El 1941, en recerca d'una vida millor, va marxar amb l'esposa i els fills a Rio de Janeiro, on va tornar altra vegada als programes de novells, presentant-se en diverses emissores. Va ser rebutjat novament en la majoria d'ells, fins i tot en el de Ary Barroso, que ho va aconsellar a desistir i tornar als rings. Mateix molt desolat, no desistiria fàcil del seu somni de ser cantant. Nelson va arribar a dormir en les pedres del passeig marítim de la Praia del Flamenc per falta de diners. En dues setmanes, va decidir tornar a São Paulo.
Va tornar al bar del germà i provava sort cantant en altres clubs del barri. Un dia, els compositors Orlando Monello i Osvaldo França li van oferir dues composicions seves (Se Eu Pudesse um Dia i Os Anos Carregam) perquè gravés un disc de vinil en la Ràdio Record i que seria ofert a Vicente Caccere, amo d'una botiga de discos de la RCA Victor a São Paulo. Si li agradava, recomanaria Nelson i compraria 500 còpies per la seva botiga - cosa que va acabar concretant-se.
Mentrestant, en el seu temps lliure, va començar a cantar per compte propi en bars, aconseguint propines. Va tornar a intentar presentar-se en programes de novells, sent finalment aprovat. Va ser cridat per gravar un disc de 78 rpm, que va ser bé rebut pel públic.
Nelson va tornar a Rio per conversar amb la RCA Victor. La seva disfèmia va causar mala impressió, però Benedito Lacerda va preparar una prova per ell i va quedar molt impressionat amb l'actuació del jove. Així, Nelson va entrar en l'estudi el 4 d'agost de 1941 per gravar seus dos primers discos: Se Eu Pudesse um Dia / Em sento Ben i Formosa Mulher / A Mulher dos Meus Sonhos. El mes següent, per intermedi de Carlos Galhardo, Nelson va ser contractat per la Ràdio Mayrink Veiga a 600 mil reals més 100 reals per disc venut, iniciant una carrera d'ídol de la ràdio en les dècades de 1940 i 1950, deixeble d'Orlando Silva i Francisco Alves.
Aclamat per la crítica, Nelson va llançar altres dos discos el 1941: Quem Fala É o Coração / Fingiu que Não Me Viu i Podia Ser Pior / Baianinha. El desembre, va dur els pares, l'esposa i la filla per viure amb ell a Rio en una casa compartida amb una parella a la Rua Pedro Américo. Els pares van acabar tornant per São Paulo acompanyats de la filla Marilene i el 17 de febrer de 1942 va néixer el segon fill de Nelson: Nélson Antonio Gonçalves. Després, la família es va traslladar a una altra casa compartida a la Rua Paissandu, on Nelson ocupava el pis superior.

### Auge

Wilson Batista, Nelson Gonçalves, César Ladeira i Jorge de Castro

El cantant es va establir amb un nom d'èxit en la música brasilera, sent demanat a boites, ràdios i gires. El 1942, va gravar vint discos.
Alguns dels seus grans èxits dels anys 40 van ser Maria Bethânia (Capiba), Normalista (Benedito Lacerda / Davi Nasser), Caminhemos (Herivelto Martins), Renúncia (Roberto Martins / Mário Rossi) i molts altres. Més importants encara van ser els èxits en la dècada de 50, com ara Última Seresta (Adelino Moreira / Sebastià Santana), Meu Vício É Você i l'emblemàtica A Volta do Boêmio (ambdues d'Adelino Moreira).
Va ser crooner del Casino Copacabana (de l'Hotel Copacabana Palace). El treball li va permetre traslladar-se a la Rua Gustavo Sampaio, a Leme.
El 1952, va iniciar una exitosa societat amb Adelino Moreira. El 1955, el llavors interventor i governador de São Paulo Ademar de Barros, que planejava concórrer a la presidència de la república contra Juscelino Kubitschek, va buscar per Nelson per gravar una cançó titulada «Esperança del Brasil». Nelson va acceptar, però no va voler que el seu nom aparegués; així, la cançó va ser acreditada per «Quincas Gonçalves» - nom del seu germà.
En la dècada del 1950, a més de xous en tot el Brasil, va arribar a presentar-se en països com l'Uruguai, l'Argentina i els Estats Units, en el Radio City Music Hall. Després d'aquesta última presentació, Frank Sinatra i va dir que «la seva veu és una de les millors veus que he escoltat fins avui».
Paulo César d'Araújo relata en el seu llibre Jo No Sóc Cadell No, sobre el significat de la música «brega» al Brasil, un episodi de 1966 en que Nelson, ja amb més de 25 anys de música, va ser rebutjat pel Museu de la Imatge i del So de Rio de Janeiro, que gravava testimoniatges amb artistes de la música popular, el focus de la qual es va donar a «personatges de la vella guàrdia lligats a la 'tradició': Joan de la Baiana, Donga, Pixinguinha, Heitor dos Prazeres, Ataulfo Alves», tot i cridar el jove Chico Buarque, llavors amb 22 anys. «(...) van jutjar que la producció musical del cantant [Nelson Gonçalves] no justificava l'enregistrament del seu testimoniatge en aquella institució» (ARAÚJO, 2002, pàgina 191). Anys més tard, quan el MIS va voler escoltar-ho, Nelson es va negar a deixar testimoniatge.

### Període post-addicció
Just després dels seus problemes amb les drogues, va continuar gravant regularment els anys 70, 80 i 90, reafirmant la posició en vendes de discos. A més dels eterns antics èxits, Nélson Gonçalves sempre es va mantenir a l'aguait de nous compositors, i va arribar a gravar cançons de Ângela Rô Rô (Simples Carinho), Kid Abelha (Nada por Mim), Legião Urbana (Ainda É Cedo) i Lulu Santos (Como uma Onda). Va gravar A Deusa do Amor, que està en l'àlbum Nós, en societat amb Lobão, el 1987, tocant amb ell aquesta cançó en el Globus d'Or el 1988. També va fer duet el 1987 amb Chico Buarque, en la cançó Valsinha (Composició de Vinícius de Moraes i Chico Buarque).
Guanyador d'un premi Nipper de la RCA, donat als que romanen molt temps en la casa, sent només Elvis Presley l'altre premiat. Durant la seva carrera, va gravar més de dues mil cançons, 183 discos de 78 rpm, 128 àlbums, va vendre prop de 75 milions de discos, va guanyar 38 discos d'or i 20 de platí.

## Vida personal

### Casaments i altres relacions
El 1939 als 20 anys es va casar amb la seva promesa Elvira Molla, paulista de família d'obrers, descendent d'italians. Amb ella, va tenir una parella de fills: Marilene Molla Gonçalves i Nelson Antônio Molla Gonçalves. A la fi dels anys 40, el matrimoni estava acabat i ella va marxar a São Paulo.
Sol a Rio, Nelson va passar a acompanyar delinqüents a Lapa i va conèixer Vera Alves Guimarães (coneguda com Betty White), cantant que no es va sentir corresposta i va acabar suïcidant-se el 15 d'abril de 1946.
El 1952, va conèixer la cantant Lourdinha Bittencourt, amb qui va tenir una turbulenta relació que acabaria el 1959 a causa de la seva addicció.

### Addicció a la cocaïna
Nelson va provar la cocaïna el 1956, al tornar d'una gira per Minas Gerais que el va deixar exhaust. Un conegut li va oferir la droga i Nelson es va rendir a la sensació de euforia que la pols causava. De 1958 a 1966, la seva vida es va desmanegar. Lourdinha el va deixar i el cantant escoltava comentaris jocosos durant les seves presentacions. La premsa sensacionalista, que descobriria la seva addicció per Lourdinha, explorava al màxim la desgràcia del cantant, tirant més llenya al foc el dia en que ell va agredir una amant seva, la ballarina Nanci Montez.
El 1964 es va traslladar a São Paulo amb la nova companya Maria Luísa i els seus fills Ricardo i Jaime. Allà, va ser arrestat el 8 de maig de 1966 (a la presó, és agredit verbal i físicament pels policies, que també van entrar a casa seva, trencant uns quants objectes), per possessió e drogues, i va passar un mes detingut, cosa que li va portar problemes personals i professionals. Tot aquest temps la seva esposa el va visitar en el presidi, i va reunir diners per pagar el seu tractament i el seu advocat. Després d'aquest període, va anar a judici i va provar la seva innocència - segons ell, un traficant a qui va deixar de comprar el va denunciar, informant a la policia que Nelson tenia 1 kg de cocaïna a casa per traficar.
Després de sortir de la presó, va ingressar en una casa de salut i, després, va frontar quatre mesos d'abstinència a casa, aïllat en la seva habitació. Va deixar la cocaïna, però no el tabac, que possiblement va afectar el seu sistema respiratori i li va causar dos infarts, el segon definitiu.
El 1973 va aconseguir abandonar la seva addicció, sempre amb el suport de la seva dona i dels seus fills. Totalment recuperat, va reprendre la seva carrera, cada vegada amb més èxit.

## Mort
Va morir el 18 d'abril de 1998 a causa d'un infart de miocardi, en l'apartament de la seva filla Marilene a Rio de Janeiro, mentre la visitava. Es troba enterrat en el Cementiri de São João Batista, a Rio.

## Homenatges
En el seu centenari, el 2019, Correus va llançar un segell en el seu homenatge. L'Alcaldia de Resende, a través de la Fundació Casa de la Cultura Macedo Miranda, el va recordar amb motiu del projecte ‘Art en la Capa’, en el Museu de la Imatge i del So de la ciutat, i amb el xou «Nelson Gonçalves 100 Anys», a la Plaça del Centenari. La Cambra de Diputats del Brasil va realitzar una sessió solemne per la data. També va ser recordat amb el musical «Nelson Gonçalves, l'Amor i el Temps» en el Teatre Clara Nunes. 35 discos de Gonçalves van ser posats a disposició en streaming per la Sony Music Brasil.

## Dramatitzacions
La vida de Nélson Gonçalves va tenir la seva biografia dramatitzada en les següents obres:
- En la dècada de 90, va ser escenificat en les principals capitals del país el musical Metralha.[51]
- El 2001 va ser llançat el documental Nélson Gonçalves, contant la seva trajectòria, amb direcció de Elizeu Ewald i protagonitzat per Alexandre Borges i Júlia Lemmertz, i amb la seva filla Margareth Gonçalves com a productora executiva.[51]
- Nelson Gonçalves, l'Amor i el Temps, musical estrenat el juny de 2019, amb text de Gabriel Chalita, direcció de Tânia Nardini, direcció musical de Tony Lucchesi, escenografia de Doris Rollemberg i figures de Fause Haten. Guillem Logullo i Jullie van interpretar Nelson.